# Arayat

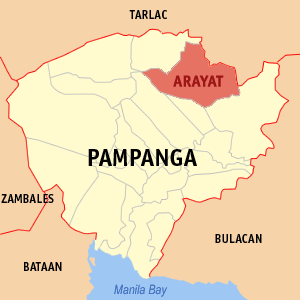
Bản đồ Pampanga với vị trí của Arayat

Arayat là một đô thị hạng 2 ở tỉnh Pampanga, Philippines. Theo điều tra dân số năm 2000, đô thị này có dân số 101.792 người trong 18.571 hộ. Núi Arayat nằm ở đô thị này.

## Barangay
Arayat được chia thành 30 barangay.
| - Arenas - Baliti - Batasan - Buensuceso - Candating - Gatiawin - Guemasan - La Paz (Turu) - Lacmit - Lacquios - Mangga-Cacutud - Mapalad - Palinlang - Paralaya - Plazang Luma | - Poblacion - San Agustin Norte - San Agustin Sur - San Antonio - San Jose Mesulo - San Juan Bano - San Mateo - San Nicolas - San Roque Bitas - Cupang (Santa Lucia) - Matamo (Santa Lucia) - Santo Niño Tabuan - Suclayin - Telapayong - Kaledian (Camba) |